# Distrito de El Porvenir
El Distrito de El Porvenir es uno de los doce distritos que conforman la Provincia de Trujillo, ubicada en el Departamento de La Libertad, en el Norte del Perú.
Desde el punto de vista jerárquico de la Iglesia católica forma parte de la Arquidiócesis de Trujillo.

## Límites
El Distrito de El Porvenir limita al:
| Noroeste: Distrito de Huanchaco                                   | Norte: Distrito de Huanchaco | Nordeste: Distrito de Laredo |
| Oeste: Distrito de Alto Trujillo, Distrito de La Esperanza        |                              | Este: Distrito de Laredo     |
| Suroeste: Distrito de La Esperanza, Distrito de Florencia de Mora | Sur: Distrito de Trujillo    | Sureste: Distrito de Laredo  |

## Historia de El Porvenir
El distrito fue creado mediante Ley N° 15368 del 8 de enero de 1965, en el primer gobierno del Presidente Fernando Belaúnde Terry.
Corría el año 1934, cuando un grupo de familias, en pequeños ranchos construidos de palos, ramas de sauces y esteras se afincaron en las riberas de la histórica acequia La Mochica, junto al camino que conducía a la ex HaciendasLaredo, en el lugar denominado Tiro al Blanco.
El espacio geográfico donde está actualmente El Porvenir, es el mismo que en su época ocuparon las culturas preincaicas. Vale decir que somos parte o componente del gran legado Mochica y Chimú, pero que por circunstancias políticas, culturales o productivas, la ocupación colonial no se manifestó como en otros lugares, preferentemente donde existían facilidades agrícolas.
Durante la época de esplendor de la Azucarera Laredo, el territorio de El Porvenir solamente sirvió de paso para el ferrocarril que transportaba caña de azúcar, en lo que hoy es conocida como la avenida Pumacahua y luego se convirtió en la principal vía de transporte hacia el interior del departamento.
Legalmente la creación del distrito empieza a gestarse en 1951, cuando se formó la Junta de Progreso Local presidida por Ernesto Miranda Díaz, quien realizó las primeras gestiones ante los Poderes del estado.
En 1956 se creó la Asociación de Progreso y Administración Local, quienes organizaron una gigantesca movilización hasta la Plaza de Armas de Trujillo para solicitar al prefecto del departamento que gestiones ante el Gobierno central la adjudicación de los terrenos conocidos como Tiro al Blanco.
El 20 de diciembre de 1956, Israel Ugaz Uriarte, presidente de la Asociación de Progreso y Administración, presentó el Proyecto de Ley para la concesión de las tierras eriazas a favor de los moradores al presidente de la República Manuel Prado Ugarteche, quien se encontraba en Trujillo. El 24 de diciembre se aprobó el proyecto y de esta manera se crea la primera barriada del Departamento de La Libertad, amparándose en la Ley N° 13517 de fecha 14 de febrero de 1961 y su Reglamento (decreto Supremo Nº 023 de fecha 21 de julio de 1961), la misma que fue reconocida mediante resolución suprema N.° 0291 del 8 de marzo de 1964.
Finalmente, el 9 de diciembre de 1964 por Ley N° 15368 , se crea el Distrito El Porvenir cuando el Congreso de la república lo presidía Ramiro Prialé y promulgada el 8 de enero de 1965 por el entonces presidente de la República, Arq. Fernando Belaúnde Terry.
NACIMIENTO DE EL PORVENIR En 1961, el Estado lo reconoce como Barrio Marginal, casi simultáneamente a su creación como Agencia Municipal, cuando este asentamiento humano contaba con nueve mil habitantes.
En 1965 fue creado como Distrito, con una extensión de 36.7 kilómetros cuadrados, incluyendo lo que hoy se conoce como el distrito de Florencia de Mora en ese entonces.
En 1972, este nuevo distrito ya contaba con 58 mil habitantes.
El 23 de septiembre de 1985, se crea el Distrito de Florencia de Mora mediante la Ley N° 24316, durante el primer gobierno de Alan García Pérez, separándose de El Porvenir.
A inicios de 2000, El Porvenir ya registra 105 mil personas que representan el 14.5% de la población metropolitana de Trujillo.
En este distrito se observa una fuerte presencia del uso mixto de vivienda–taller (micro empresas de calzado). Se aprecia la concentración comercial de tiendas de cuero, productos para la fabricación de calzado, talleres, restaurantes, bancos, y otros establecimientos de servicios.
El Porvenir se caracteriza por el dinamismo de su producción artesanal de calzado y otros derivados del cuero, que se concentra en el distrito conformando un conglomerado industrial (53% de empresas).
En 2022, Fue creado el Distrito 
de Alto Trujillo, mediante la Ley Nº 31644 por aprobación del Congreso de la República y publicado en el diario El peruano, durante el gobierno de la presidenta Dina Boluarte, así creando un nuevo distrito y separándose de El Porvenir.

## Geografía
Abarca una superficie de 36,7 km². Cuenta con un único centro poblado que forma parte de la ciudad de Trujillo, se ubica aproximadamente a unos 4 kilómetros al este del centro histórico de Trujillo.

## Población
Según los resultados del censo de población y vivienda del año 2017, la población del distrito El Porvenir para ese año era de 140,461 habitantes.
https://web.archive.org/web/20160115225152/http://proyectos.inei.gob.pe/web/poblacion/

## Economía
El uso general del suelo es residencial, con fuerte presencia del uso mixto de vivienda – taller (micro empresas de calzado). Se aprecia la concentración comercial de tiendas de cuero, productos para la fabricación de calzado talleres, restaurantes, bancos, y otros establecimientos de servicios, en el Sector Central, sobre las avenidas Sanchéz Carrión y Mateo Pumacahua, principales ejes viales del distrito. El Porvenir se caracteriza por el dinamismo de su producción artesanal de calzado una de las más importantes del país y otros derivados del cuero, que se concentra en el distrito conformando un conglomerado industrial (53% de empresas). En menor escala, se desarrolla la carpintería, la confección de ropa, la panadería y metal mecánica.

## División administrativa
El distrito comprende los antiguos pueblos jóvenes El Porvenir y Miguel Grau parte alta y baja incluyendo nuevos asentamientos humanos que fueron formándose en sus etapas de crecimiento y el Distrito de Planeamiento Alto Trujillo en proceso de crecimiento. Cuenta con un 80% de cobertura en servicios de agua potable, alcantarillado y electrificación y tiene un nivel básico de equipamientos comunales, en proceso de implementación progresiva.
A la fecha existen los siguientes barrios y urbanizaciones:
- Miguel Grau
- Sector Central
- La Unión
- Los Laureles
- Alan García
- Gran Chimu
- Kumamoto
- Río Seco
- El Mirador
- Las Animas
- Mampuesto
- Víctor Raúl Haya de la Torre
- Túpac Amaru
- Ciudad de Dios
- Los Libertadores
- La Merced
- Libertad

## Autoridades

### Municipales
- 2023-2026
  - Alcalde: Juan Antonio Carranza Ventura, del partido Alianza para el Progreso (APP)
- 2019 - 2022
  - Alcalde: Segundo Víctor Rebaza Benites, del partido Alianza para el Progreso (APP)
  - Regidores:Juan Antonio Carranza Ventura (APP), Arístides Rómulo Saldaña Ortega (APP), Junior Alonso Aguirre Álvarez (APP), Rosa Verónica Paredes Gamboa (APP), Rodolfo Aguilar Arteaga (APP), Augusto Helber Jacobo Rodríguez (APP), Fernando Zacarías Ñuñuero Ibáñez (APP), Sandra Jovany Guevara Villalobos (PAP), Omar Alexander Dávalos Capristán (PAP), José Antonio Chávez Díaz (Todos por El Perú), Arístides Jorge Valverde Araujo (SUMATE)
- 2015 - 2018
  - Alcalde: Paúl Rodríguez Armas
  - Regidores:
- 2011 - 2014[5]
  - Alcalde: Ángel Paul Rodríguez Armas, del Partido Aprista Peruano (PAP).
  - Regidores: Jorge Luis Venegas Minchola (PAP), Cynthia Cecilia Ordoñez Haro (PAP), Robert Ysrrael Aguilar Espinoza (PAP), Martha Margot González Mendoza (PAP), William Esteban Alfaro Charcape (PAP), Gladys Contreras Lázaro (PAP), Pedro Adolfo Salvador Marcelo (PAP), Manuel Enrique Castillo Correa (Súmate-Perú Posible), Alfonso Alcides León Rodríguez (Súmate-Perú Posible), Álvaro Rodrigo Sánchez Anticona (Alianza para el Progreso), Flor de María Nolasco Pérez (Alianza para el Progreso).[6]
- 2007 - 2010
  - Alcalde: Luis Alberto Sánchez Coronel, del Movimiento Regional Súmate.
  - Regidores: Segundo Víctor Rebaza Benites (Súmate), Juan Antonio Carranza Ventura (Súmate), Miguel Eulogio Chavarria Murillo (Súmate), Rosa Emperatriz Rubio Moreno (Súmate), Rosa Bety Gamboa Álvarez (Súmate), Maritza Venaralda Ramos Mercado (Súmate), Harry Loyola Amado (PAP), Daniel Rosales (PAP), Sabina Everildes Zavaleta Gómez (APP), Liliana Vásquez Rumiche (APP)

### Policiales
- Comisario: COMANDANTE PNP. DE LA CRUZ DE LA CRUZ WILLIAM WALTER

### Subprefecta
- Catalina Gonzales Castro

### Religiosas
- Arquidiócesis de Trujillo[7]
  - Arzobispo de Trujillo: Monseñor Héctor Miguel Cabrejos Vidarte, OFM.[8]
- Parroquia
  - Párroco: Pbro. .

## Ciudades hermanas
| Ciudad/Municipio        | División administrativa | País   | Ref.          |
| ----------------------- | ----------------------- | ------ | ------------- |
| San Mateo Atenco (2008) | Estado de México        | México | [ 9 ]         |
| Novo Hamburgo (2023)    | Río Grande del Sur      | Brasil | [ 10 ] [ 11 ] |